# Vufflens-la-Ville
Vufflens-la-Ville är en ort och kommun i distriktet Gros-de-Vaud i kantonen Vaud, Schweiz. Kommunen har 1 335 invånare (2023).